# Roberto Ferraris
Roberto Ferraris (n. 16 ianuarie 1952, Napoli, Italia) este un trăgător de tir ce a reprezentat Italia, medaliat olimpic. A participat la 3 ediții ale Jocurilor Olimpice (1972, 1976, 1980) în care a câștigat o medalie de bronz.